# Верт, Леон
Лео́н Верт (фр. Léon Werth; 17 февраля 1878, Ремирмон — 13 декабря 1955, Париж) — французский прозаик и литературный критик, друг Октава Мирбо и Антуана де Сент-Экзюпери, посвятившего ему своё знаменитое произведение «Маленький принц». Романист, по убеждениям социалист-пацифист. 

## Литературное творчество
Его известность в литературе основана на романах «Clavel soldat» и «Clavel chez les Majors» (Клавель у старейшин, 1917—1918, изд. 1922), в которых изображаются переживания солдата-интеллигента во время войны 1914—1918. Эти произведения построены в виде ряда набросков и зарисовок, объединенных восприятием главного персонажа. Другие его романы: «La Maison Blanche» (Белый дом, 1914), «Yvonne et Pijalbet», «Les amants invisibles» (1926). На русский яз. переведен «Клавель солдат» (ЗИФ, М., 1926).

## Политические взгляды
Верт неоднократно высказывался в пользу Советской России и политики, которую она проводит.

## Посвящение «Маленького принца»
«Леону Верту.
Прошу детей простить меня за то, что я посвятил эту книжку взрослому. Скажу в оправдание: этот взрослый — мой самый лучший друг. И ещё: он понимает все на свете, даже детские книжки. И, наконец, он живёт во Франции, а там сейчас голодно и холодно. И он очень нуждается в утешении. Если же всё это меня не оправдывает, я посвящу эту книжку тому мальчику, каким был когда-то мой взрослый друг. Ведь все взрослые сначала были детьми, только мало кто из них об этом помнит.
Итак, я исправляю посвящение: Леону Верту, когда он был маленьким».

## Книги
- Le destin de Marco (Судьба Марко)
- Puvis de Chavannes (1909)[5]
- La maison blanche (1913) (Белый дом)
- Cézanne (1914)
- Meubles Modernes (1914)[5]
- Clavel chez les majors (1919)[6]
- Clavel soldat (1919)  (Clavel soldier)[6]
- Voyages avec ma pipe (1920)  (Путешествия с моей трубкой)
- Yvonne et Pijallet (1920)
- Les amants invisibles (1921)
- Vlaminck (1921)[5]
- Dix-neuf ans (1922)
- Le monde et la ville (1922)  (Мир и город)[5]
- Un soir de cirque (1922)[5]
- Henri Matisse (1923) - with Élie Fuare, Jules Romains, Charles Vildrac[5]
- Bonnard (1923)
- Quelques Peintres (1923)
- Dialogue sur la danse (1924-1925)[5]
- Danse, danseurs, dancings (1925)[5]
- Cochinchine (1926) (Кочин)
- Ghislaine (1926)[5]
- Marthe et Le perroquet (1926)[5]
- Pijallet danse (1924)[5]
- Une soirée à L'Olympia (1926) (Вечер в Олимпии)
- Chana Ourloff (1927)
- Claude Monet (1928)
- K.X. Roussel (1930)
- Cour d'assises (1932)
- La peinture et la mode (1945)
- Déposition / Journal 1940 - 1944 (1946)
- Eloge de Pierre Bonnard (1946)[5]
- Eloge de Albert Marquet (1948)
- Saint-Exupéry, tel que je l'ai connu (1948) («Сент-Экзюпери, каким я его знал...»)
- Unser Freund Saint-Exupéry (1952) - with René Delange
- 33 jours (1992) («33 дня»)
- Caserne 1900 (1993)[5]
- Impressions d'audience : le procès Pétain (1995)[5]

## Русские переводы
«Сент-Экзюпери, такой каким я его знал» © Световидова Н., 2014 © ООО «Издательство «Эксмо», 2014